# 여승현
여승현(1982년 6월 11일 ~ )은 LG 트윈스의 전 야구 선수다.

## 출신 학교
- 성남서초등학교
- 매송중학교
- 한서고등학교

## 등번호
- 71 (2006)
- 20 (2007)

## 같이 보기
- 2006년 LG 트윈스 시즌